# Fall Broniki
Als Fall Broniki wird die Tötung von Angehörigen der Wehrmacht durch Soldaten der Roten Armee am 1. Juli 1941 nahe dem Ort Bronnyky, Oblast Riwne in der Westukraine bezeichnet.

## Hintergrund
Bereits während der Vorbereitung auf den Überfall auf die Sowjetunion war von deutscher Seite im Rahmen des sogenannten Kommissarbefehls die Ermordung von sich ergebenden sowjetischen Polit-Kommissaren vorgesehen. Vom ersten Tag an kam es dadurch zu willkürlichen Tötungen sowjetischer Kriegsgefangener, wobei jedoch keiner der Verantwortlichen für diese „wilden“ Erschießungen von deutschen Stellen zur Rechenschaft gezogen wurde. Umgekehrt waren auch deutsche Kriegsgefangene und zurückgelassene Verwundete von gleichen sowjetischen Repressalien betroffen.

## Hergang
Zahlreiche dieser Fälle ereigneten sich im unmittelbaren Kampfgeschehen oder kurz danach. Im Fall Broniki etwa war die zur Panzergruppe 1 gehörende motorisierte 25. Infanterie-Division in Richtung Rowno vorgestoßen, als das II. Bataillon des Infanterie-Regiments 35 der Division am 30. Juni 1941 den Befehl erhielt, in Richtung Nordwesten entlang der Straße nach Luzk vorzurücken und den Ort Klewan einzunehmen. Dabei geriet das Bataillon in den Gegenangriff der 20. Panzerdivision des 9. Mechanisierten Korps der Roten Armee und wurde eingeschlossen. Nachdem in heftigen Kämpfen die Munition verbraucht worden war, gerieten die Reste des Bataillons, etwa 180 Mann, in Gefangenschaft.
Am 2. Juli 1941 wurden von der Aufklärungsabteilung der Leibstandarte SS Adolf Hitler 153 Tote des Infanterie-Regiments 35 aufgefunden.
Einige Angehörige des Bataillons, die hatten fliehen können oder schwerverletzt überlebten, sagten später bei der Untersuchung durch den Divisionsrichter der 25. Infanterie-Division (mot.) Dr. Heinrich und drei andere Heeresrichter, die von der Wehrmacht-Untersuchungsstelle mit der Untersuchung des Vorfalls beauftragt waren, aus, die Gefangenen hätten sich entkleiden und zum Teil ihre Wertsachen abgeben müssen. Danach seien sie erschossen worden. Auch von Handgranatenwürfen und Bajonettstichen wurde berichtet.